# Station radar de Longues-sur-Mer
 (mai 2025).
La station radar de Longues-sur-Mer est un des ouvrages du mur de l'Atlantique implanté sur la commune de Longues-sur-Mer, dans le département du Calvados, région Normandie.

### Ouvrages récurrents
- Histoire & Fortifications, La batterie de Longues face au débarquement, 2024.